# Benoît Vaugrenard
Benoît Vaugrenard (* 5. Januar 1982 in Vannes) ist ein ehemaliger französischer Radrennfahrer und aktueller Sportlicher Leiter.

## Sportliche Karriere
Seit der Saison 2003 fuhr Vaugrenard im Team Française des Jeux, bei dem er bis zum Ende seiner Laufbahn als Aktiver blieb.
2005 erreichte er einen zweiten Platz bei Paris–Bourges. 2007 wurde er französischer Meister im Einzelzeitfahren und gewann die Polynormande. Im Jahr darauf entschied er die Tour du Poitou Charentes für sich und 2009 den Grand Prix d’Isbergues. 2010 gewann er je eine Etappe der Volta ao Algarve und der Vier Tagen von Dünkirchen.
Vaugrenard startete elf Mal bei Grand Tours. Bei der Tour de France 2006 fuhr er drei Tage lang im Weißen Trikot.
Im Anschluss seiner Laufbahn als Radrennfahrer wurde er 2022 Sportlicher Leiter bei seinem letzten Team.

## Erfolge
2007
- Französischer Meister – Einzelzeitfahren
- Polynormande

2008
- eine Etappe Tour du Limousin
- Gesamtwertung und eine Etappe Tour du Poitou Charentes

2009
- Grand Prix d’Isbergues

2010
- eine Etappe Volta ao Algarve
- eine Etappe Quatre Jours de Dunkerque

## Grand-Tour-Platzierungen
| Grand Tour            | 2004 | 2005 | 2006 | 2007 | 2008 | 2009 | 2010 | 2011 | 2012 | 2013 | 2014 | 2015 | 2016 | 2017 |
| --------------------- | ---- | ---- | ---- | ---- | ---- | ---- | ---- | ---- | ---- | ---- | ---- | ---- | ---- | ---- |
| Giro d’ItaliaGiro     | 136  | –    | –    | –    | –    | –    | –    | –    | –    | –    | –    | –    | 91   | 103  |
| Tour de FranceTour    | –    | –    | 87   | 83   | 82   | 142  | 96   | –    | –    | –    | –    | 113  | –    | –    |
| Vuelta a EspañaVuelta | –    | 126  | –    | –    | –    | –    | –    | –    | 136  | –    | –    | –    | –    | –    |